# Montureux-et-Prantigny
Montureux-et-Prantigny är en kommun i departementet Haute-Saône i regionen Bourgogne-Franche-Comté i östra Frankrike. Kommunen ligger i kantonen Autrey-lès-Gray som tillhör arrondissementet Vesoul. År 2022 hade Montureux-et-Prantigny 191 invånare.

## Befolkningsutveckling
Antalet invånare i kommunen Montureux-et-Prantigny
| Referens: INSEE |